# Tira Sujanpur
Tira Sujanpur è una suddivisione dell'India, classificata come nagar panchayat, di 7.077 abitanti, situata nel distretto di Hamirpur, nello stato federato dell'Himachal Pradesh. In base al numero di abitanti la città rientra nella classe V (da 5.000 a 9.999 persone).

## Geografia fisica
La città è situata a 31° 49' 60 N e 76° 30' 0 E e ha un'altitudine di 561 m s.l.m..

## Società

### Evoluzione demografica
Al censimento del 2001 la popolazione di Tira Sujanpur assommava a 7.077 persone, delle quali 3.871 maschi e 3.206 femmine. I bambini di età inferiore o uguale ai sei anni assommavano a 762, dei quali 418 maschi e 344 femmine. Infine, coloro che erano in grado di saper almeno leggere e scrivere erano 5.678, dei quali 3.239 maschi e 2.439 femmine.